# Artocarpus hirsutus
Artocarpus hirsutus är en mullbärsväxtart som beskrevs av Jean-Baptiste de Lamarck. Artocarpus hirsutus ingår i släktet Artocarpus och familjen mullbärsväxter. Inga underarter finns listade i Catalogue of Life.

## Bildgalleri

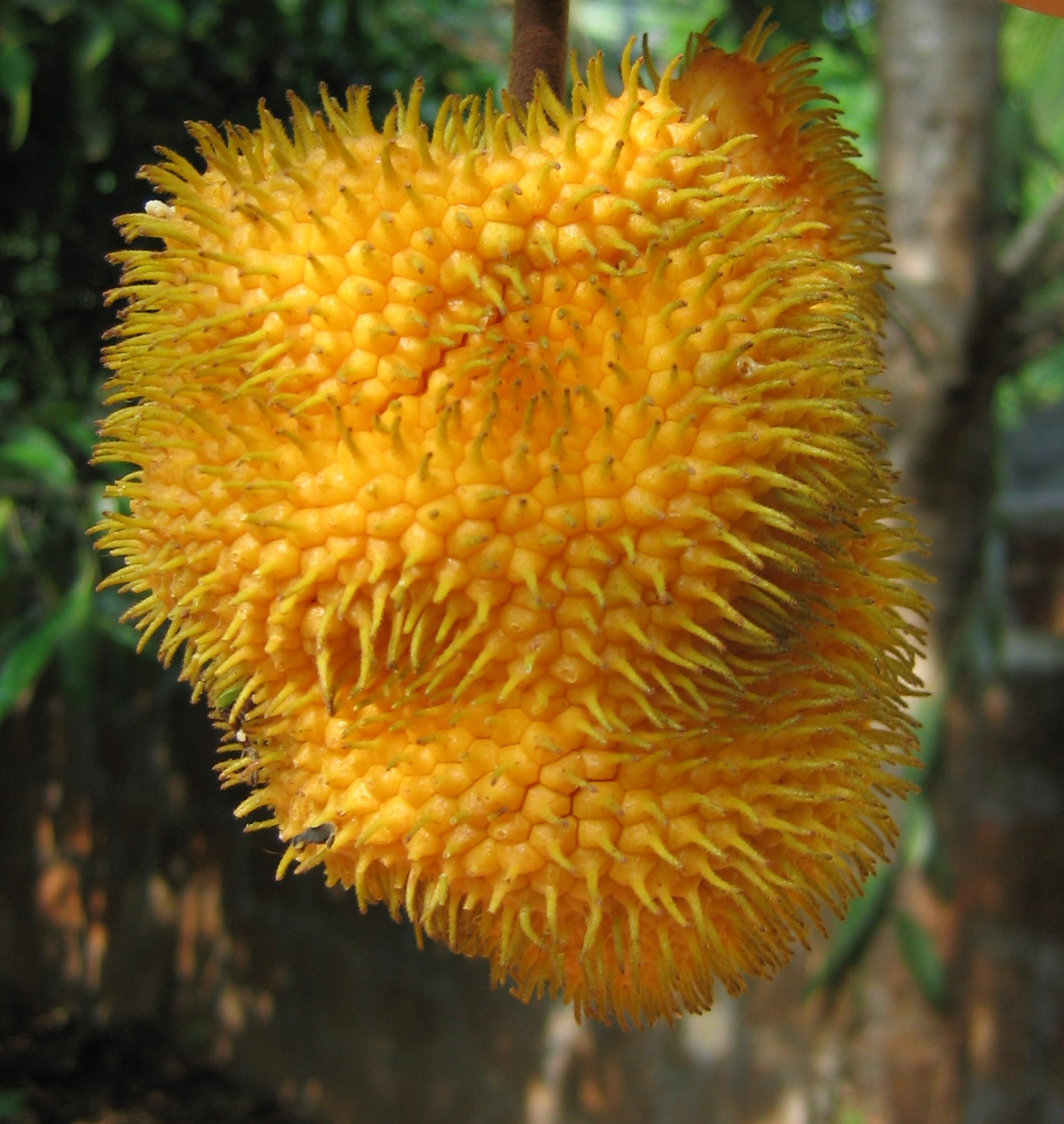
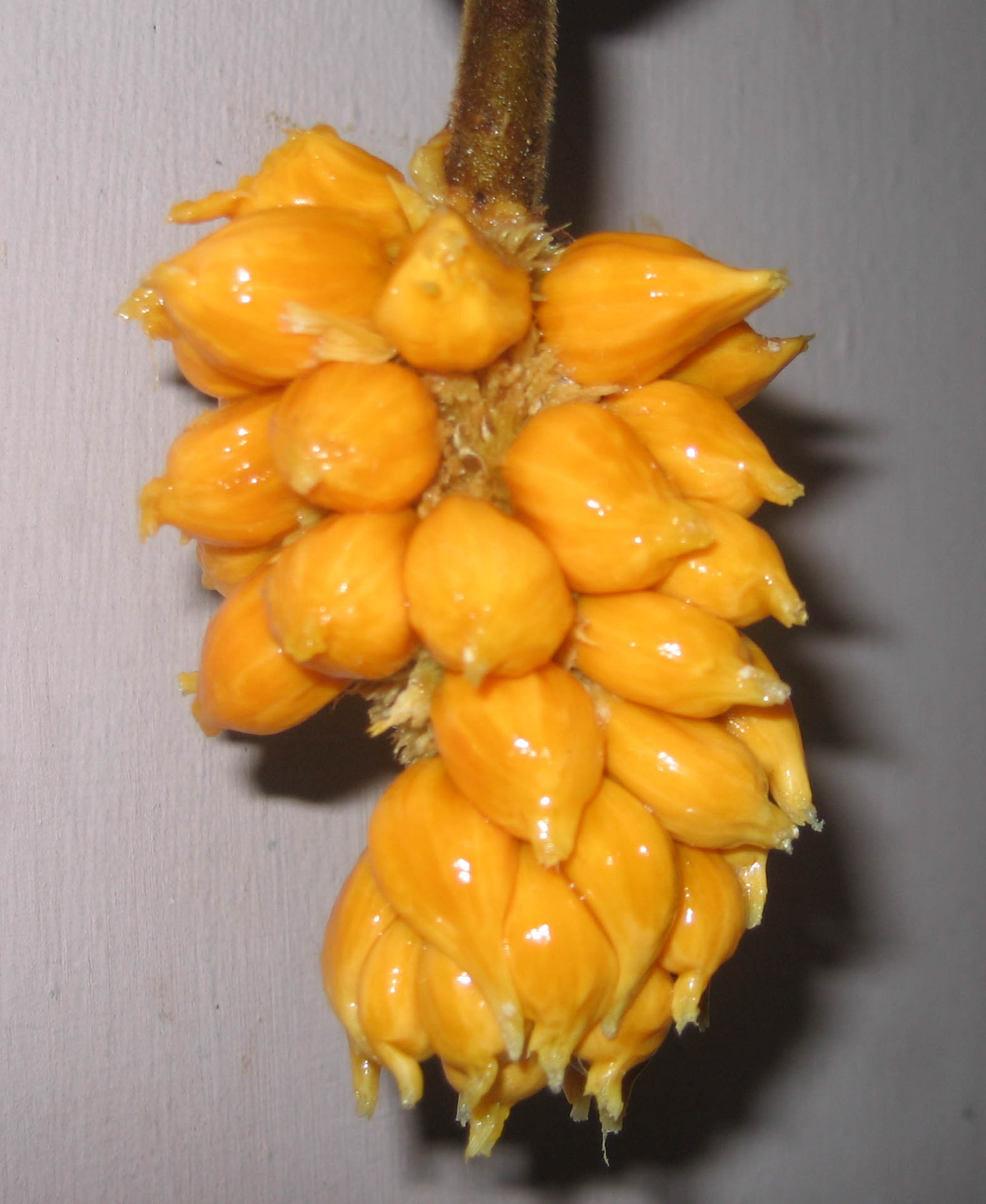
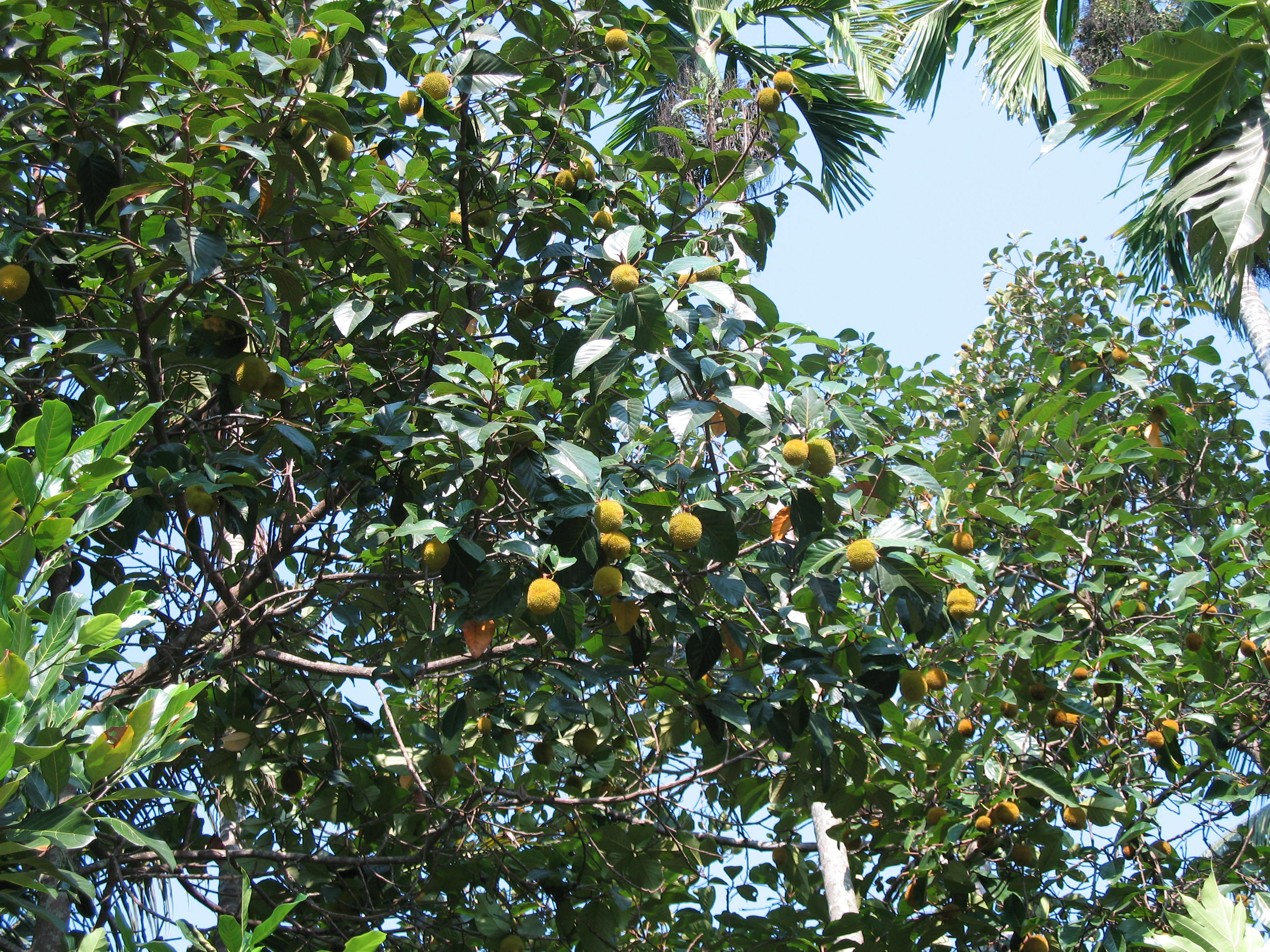
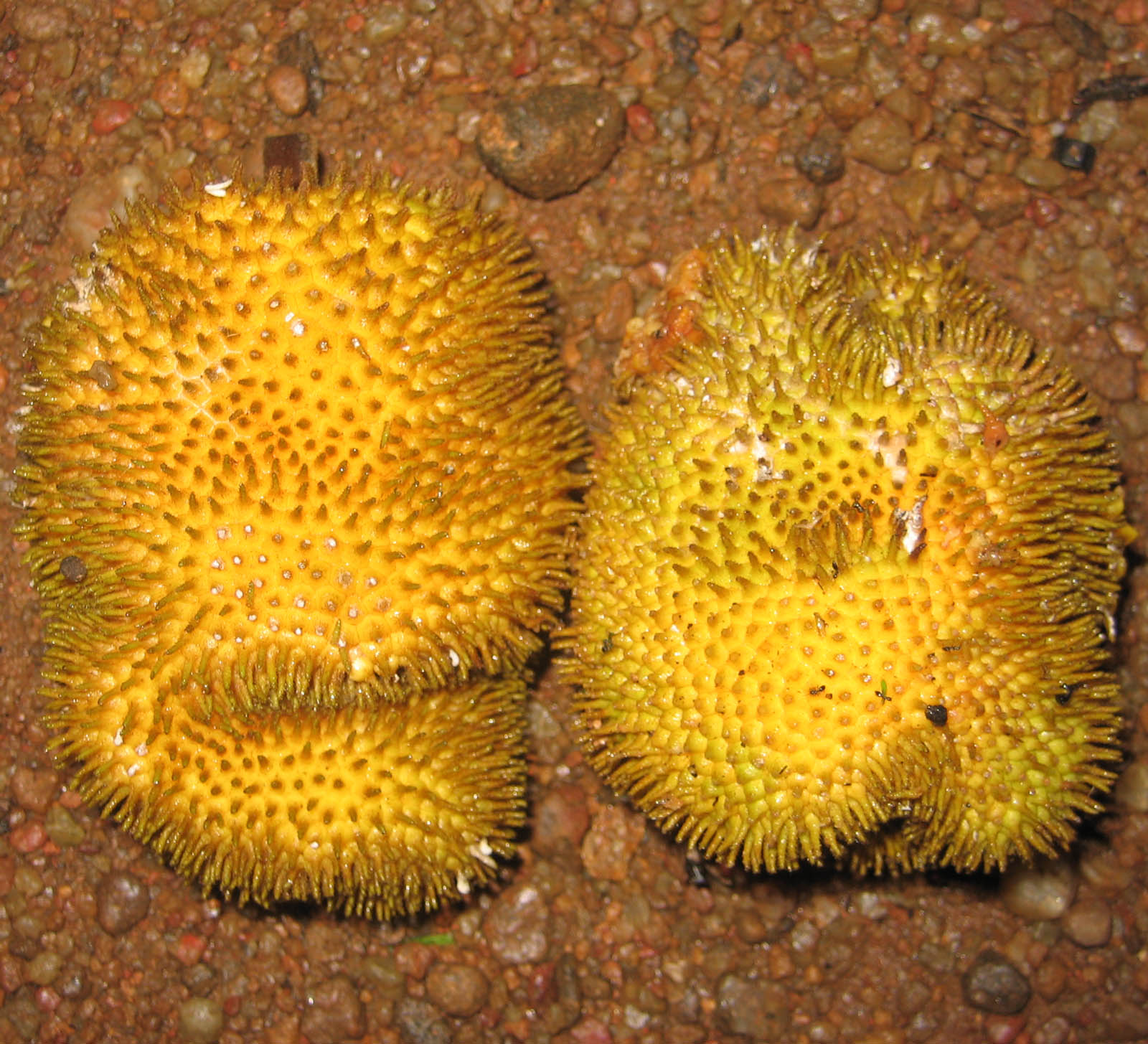
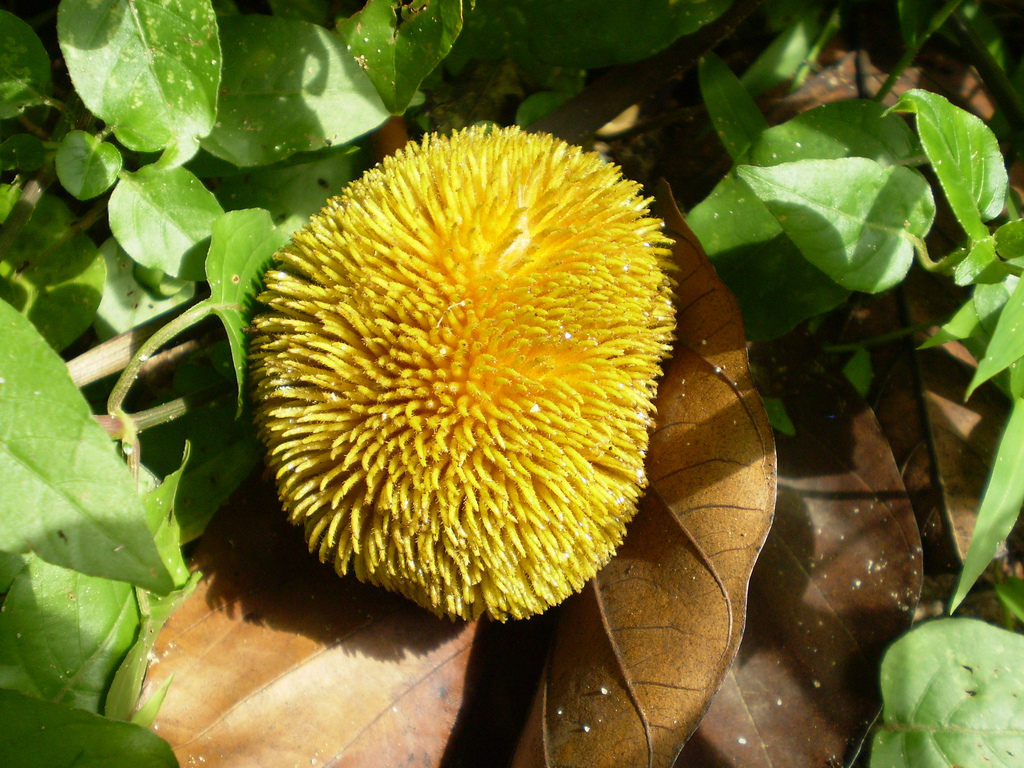